# Ko Itakura
Ko Itakura (板倉 滉 Itakura Ko?), född 27 januari 1997, är en japansk fotbollsspelare som spelar för Borussia Mönchengladbach och Japans landslag.

## Klubbkarriär
Den 19 augusti 2021 lånades Itakura ut av Manchester City till Schalke 04 på ett låneavtal över säsongen 2021/2022.
Den 2 juli 2022 värvades Itakura av Borussia Mönchengladbach, där han skrev på ett fyraårskontrakt.

## Landslagskarriär
I maj 2017 blev Itakura uttagen i Japans trupp till U20-världsmästerskapet 2017. I november 2022 blev han uttagen i Japans trupp till VM 2022.